# بروك مولر
بروك جاي مولر (بالإنجليزية: Brooke Jaye Mueller)‏ ممثلة أمريكية من مواليد 19 أغسطس 1977. اشتهرت بلعب دور «جانيت» (بالإنجليزية: Janet)‏ في فيلم 1999 "Witchouse". كما لعبت أيضا في فيلم كوميدي "Strictly Sexual" بدور «لن بروك» (بالإنجليزية: Brooke Allen)‏

## مواقع خارجية
- بروك مولر على موقع IMDb (الإنجليزية)
- بروك مولر على موقع قاعدة بيانات الفيلم (الإنجليزية)